# Viola bertolonii
Viola bertolonii  (лат.) — вид фиалки, распространённый в Италии и во Франции. Известна также под названием Фиалка Бертолони. Принадлежит к семейству фиалковых. Названа в честь итальянского ботаника Антонио Бертолони (итал. Antonio Bertoloni; 1775—1869).

## Описание
По системе жизненных форм Раункиера, растение является стебельковым гемикриптофитом, так как зимующие бутоны расположены чуть ниже поверхности почвы, а ось цветка более или менее прямолинейна и состоит из нескольких листьев. Она имеет особенно низкое число хромосом (2n = 20), и, возможно, восходит к концу Третичного периода.
Viola bertolonii это редкое травянистое многолетнее растение со стелющимся-восходящим стеблем высотой около 5—15 см. Прикорневые листья маленькие, круглые или овальные, с удлинённым черешком. Верхние листья линейные и узкие, с перистыми прилистниками. Крупные сине-фиолетовые цветки имеют венчик шириной 2—4 см. Период цветения — с апреля по июнь.

## Распространение
Растение является эндемиком, распространено на юго-востоке Франции и на северо-западе Италии. Встречается на Лигурийских Апеннинах. Также находится в региональных парках у гор Лигурии (Бейгва, Пьяни-ди-Пралья, Пракабан, Леко, Пунта-Мартин) и Пьемонта (в природном парке Капанне-ди-Маркароло).
Растение растёт на офиолитах на горных местностях, лугах или каменистых склонах, на высоте над уровнем моря 600—1000 м.